# Hank the Knife & the Jets
Hank the Knife & The Jets is een Nederlandse rock-'n-rollband uit Arnhem die in het midden van de jaren zeventig hits scoorde met onder meer Guitar King en Stan the Gunman. Behalve in Nederland genoot de groep populariteit in Duitsland, België, Frankrijk en in Brazilië.

## Historie
De groep kwam voort uit Long Tall Ernie and the Shakers. In 1974 stapte Henk Bruysten uit deze groep. Samen met zanger/bassist Pierre Beek bracht hij onder de naam Darling in 1974 een single uit, maar had daarmee echter nog weinig succes. In 1975 werd de groepsnaam gewijzigd in Hank the Knife & The Jets. Behalve Bruysten en Beek werd de groep gevormd door drummer Rob Mijnhart en basgitarist Jan van Haaften. De eerste single was meteen een succes; Guitar King reikte tot de tweede plaats in de Nederlandse Top 40 en de derde plaats in de Nationale Hitparade. Met de opvolger Stan the Gunman scoorde de band in hetzelfde jaar een nummer één hit in de Top 40. In de Nationale Hitparade kwam het nummer niet hoger dan nummer 4. In 1977 viel de band uiteen en bleven alleen Beek en Bruysten over. Zonder veel succes werd onder de naam Silverstone de single So What/O.K. uitgebracht. Vanaf 1979 ging Bruysten verder onder de naam Hank The Knife & The Crazy Cats, waarin hij samenwerkte met het damestrio The Crazy Cats bestaande uit zijn vrouw Kitty, Ann Palmer en Letty de Visser.
Na enkele jaren in de luwte geacteerd te hebben formeerde Bruysten in 2000 de formatie Silver Cadillacs, waarmee hij de CD First Gear uitbracht. Naast nummers van de Jets bracht deze band tevens bekende rock classics ten gehore. Om wat variëteit in de concerten te krijgen legde Hank in enkele nummers bovendien de baritongitaar terzijde. Het publiek bleek echter zeer trouw aan het oude geluid en, nadat ook de oude Jets medio 2002 weer bijeengekomen waren, keerde men volledig terug naar de eigen nummers. 
In 2007 verscheen Black als nieuwe CD van Hank the Knife & the Jets. Met als bezetting Bruysten, Beek, gitarist Alfons Haket en drummer Alan Macfarlane (in 2008 vervangen door Chris Meurs). Aan deze optredens kwam een voorlopig einde toen Beek in 2009 ernstig ziek werd en op 24 mei 2009 overleed. In januari 2009 overleed achtergrondzangeres Kitty Bruysten. 
Hank the Knife & the Jets kreeg vanaf begin 2010 een nieuwe bezetting. Naast Bruysten en Haket bestaat de groep uit Jan Klop (basgitaar), Arjan Witte (toetsen) en Sander Ponne (drums), die in 2011 werd vervangen door oud-lid Alan Macfarlane. In 2014 bracht de band een nieuwe CD uit onder de titel Playing You.
Anno 2022 bestond de band uit Henk Bruysten op gitaar en six-bass, Alfons Haket op bas, Harry Angeneind op drums en Arnoud Holsboer op zang/gitaar.
Bruysten overleed eind 2024 op 78-jarige leeftijd.

## NPO Radio 2 Top 2000
| Nummer met noteringen in de NPO Radio 2 Top 2000 | '00  | '01  | '02  | '03  | '04 | '05  | '06  | '07  | '08  | '09-'12 | '13  |
| ------------------------------------------------ | ---- | ---- | ---- | ---- | --- | ---- | ---- | ---- | ---- | ------- | ---- |
| Guitar King                                      | 1260 | 1606 | 1774 | 1714 | -   | 1898 | 1325 | 1654 | 1728 | -       | 1771 |

1. ↑  Een '-' betekent dat het nummer niet was genoteerd en een vetgedrukt getal geeft de hoogste notering aan.
2. ↑  2000 was het eerste jaar met een notering voor dit nummer.
3. ↑  Deze tabel is bijgewerkt tot en met de laatste editie (2024).